# Melanotaenia parkinsoni
Melanotaenia parkinsoni är en fiskart som beskrevs av Allen, 1980. Melanotaenia parkinsoni ingår i släktet Melanotaenia och familjen Melanotaeniidae. Inga underarter finns listade i Catalogue of Life.